# Clostera webbiana
Clostera webbiana är en fjärilsart som beskrevs av Hans Rebel 1910. Clostera webbiana ingår i släktet Clostera och familjen tandspinnare. Inga underarter finns listade i Catalogue of Life.